# أوفر ذا توب للمصارعة
أوفر ذا توب للمصارعة (بالإنجليزية: Over The Top Wrestling)، واختصاره الشائع OTT ويعني بالعربية اتحاد «اعلي من الاعلي / اعلي من القمه / فوق القمة»، هو اتحاد ايرلندي للمصارعة الحرة مقره في دبلن ، أيرلندا وتأسس في عام 2014. يمزج الترويج بين عناصر المصارعة التقليدية والكوميديا والترفيه الرياضي. يعرض اتحاد اوفر ذا توب ريسلينج OTT أفضل المواهب الإيرلندية، كما يعمل علي جلب نجوم مشهورين من جميع انحاء أوروبا وخارجها. كانت العروض تقام عادة في مسرح تيفولي بدبلن حتى زواله،  «الحلبة» في نادي غود كاشنز GAA على طريق سوير وفي مدينة بلفاست ، أيرلندا الشمالية في جامعة كوينز أو في فندق أوروبا. يقدم OTT أيضًا عروض من ملعب كرة السلة الوطني في دبلن. حيث تقام السوبر شو"Supershows" الخاص في الاستاد الوطني بشكل دوري

## التاريخ
تأسس اتحاد اوفر ذا توب ريسلينغ OTT في عام 2014 كبديل للعروض الصديقة للعائلة في مشهد المصارعة الأيرلندية في ذلك الوقت، وكانت تستهدف الجمهور الذي يزيد عمره عن 18 عامًا بهدف منح عشاق المصارعة البالغين شيئًا أكثر متعًة، مع تحول بعيدًا عن منتج البي جي المخصص للصغار. في البداية، ركز الاتحاد بشكل أساسي على المواهب الأيرلندية، مع الحيل المتعلقة بالثقافة الأيرلندية. كانت العروض يتتألف في البداية من مصارعين تم تدريبهم بواسطة مدارس تدريب مصارعة مثل مدارس Main Stage Wrestling و Fight Factory. ومع التطور الكبير الذي حققه الاتحاد، عمل علي اجتذاب النجوم الأكثر شهرة من جميع انحاء أوروبا وخارجها وأصبحت الآن تتمتع بمزيج حيوي من المواهب الإيرلندية والدولية.

## المتنافسين
تم إطلاق برنامج اوفر ذا توب ريسلينغ كونتينديرس
OTT Contenders في مايو 2017. كانت فكرة هذه العروض هي إعطاء المواهب الأيرلندية المتقدمة منصة لتقديمها على أساس إثبات مواهبهم.و تم الإعلان عن ندوة أولية لإتاحة الفرصة لأداء عرض أولي للمصارعين في عروض اوفر ذا توب OTT في نادي Ringside Club في الاستاد الوطني. تقدم المئات من المتقدمين المتفائلين من جميع أنحاء البلاد بطلب للمشاركة ولكن لم يتم اختيار سوى حفنة من المشاركين في الندوة. من هؤلاء المشاركين، تم تضييق الأرقام إلى الأفضل أداءً فقط. أداء عدد قليل من هؤلاء المختارين في عروض المتنافسين مع مواهب الاتحاد الثابتة. غالبًا ما يتم منح الأشخاص الذين يؤدون أداءً جيدًا من المتنافسين فرصة للانضمام للاتحاد والظهور في العروض الرئيسية

## البطولات
اعتبارا من يوليو 5, 2025.
| اسم البطولة                     | البطل الحالي                                              | عدد مرات حمل اللقب | تاريخ الفوز     | أيام حمل اللقب | البطل السابق     |
| ------------------------------- | --------------------------------------------------------- | ------------------ | --------------- | -------------- | ---------------- |
| بطولة اوفر ذا توب               | ديفيد ستار                                                | 1                  | أكتوبر 26, 2019 | 2079 +         | جوردن ديفلين     |
| بطولة اوفر ذا توب للفرق         | فريق ذا بريتش ترونغ ستايل (بيت دان وتايلر بيت وترنت سيفن) | 1                  | مارس 16, 2019   | 2303 +         | فريق ملوك الشمال |
| بطولة اوفر ذا توب للسيدات       | كاتي هارفي                                                | 1                  | أكتوبر 26, 2019 | 2079 +         | فالكيري          |
| بطولة اوفر ذا توب جيندر نيتشريل | مارك هاسكينز                                              | 2                  | أبريل 21, 2018  | 2267 +         | تيري تاتشر       |
| بطولة اوفر ذا توب نو لميتس      | سكوتي ديفيس                                               | 1                  | سبتمبر 29, 2019 | 2106 +         | كورتيس موراي     |

## بطولة اوفر ذا توب العالم
بطولة اوفر ذا توب العالم أو كما تعرف باسم بطولة اوفر ذا توب فقط هي اللقب الأول في اتحاد اوفر ذا توب ريسلينج OTT. ويعتبر جوردون ديفلين هو البطل الحالي، الذي هو في فترة حمله الثانية للقب حيث تم ابتكار اللقب في 2018 وتم تتويج أول بطل في عرض OTT Homecoming .

### فترة حمل اللقب
اعتبارا من يوليو 5, 2025.
| ترتيب البطل | اسم البطل     | تاريخ الفوز باللقب | العرض                      | المكان         | فترة حمل اللقب | عدد الايام | ملاحظات | المرجع | المرجع |
| ----------- | ------------- | ------------------ | -------------------------- | -------------- | -------------- | ---------- | --- | --- | ------ |
| 1           | جوردون ديفلين | 3 فبراير 2018      | OTT Homecoming             | دبلن , ايرلندا | 1              | 196        | تم الاعتراف ببطل اتحاد ان ال دبليو جوردون ديفلين كاول بطل اوفر ذا توب عالمي بعد ان هزم تيموثي تاتشير وبعد ذلك تخلي عن لقب اتحاد ان ال دبليو | تم الاعتراف ببطل اتحاد ان ال دبليو جوردون ديفلين كاول بطل اوفر ذا توب عالمي بعد ان هزم تيموثي تاتشير وبعد ذلك تخلي عن لقب اتحاد ان ال دبليو | [ 6 ]  |
| 2           | والتر         | 18 اغسطس 2018      | OTT Wrestlerama 2          | دبلن , ايرلندا | 1              | 210        | | [ 7 ] | [ 7 ]  |
| 3           | جوردون ديفلن  | 16 مارس 2019       | OTT Scrappermania 5        | دبلن , ايرلندا | 2              | 224        | | [ 8 ] | [ 8 ]  |
| 4           | ديفيد ستار    | 26 أكتوبر 2019     | OTT Fifth Year Anniversary | دبلن , ايرلندا | 1              | 2079 +     | | [ 9 ] | [ 9 ]  |

اعتبارًا من يوليو 5 2019.
| † | يشير إلى بطل الحالي |

| الترتيب | اسم المصارع   | عدد مرات حمل اللقب | عدد ايام حمل اللقب مجتمعة |
| ------- | ------------- | ------------------ | ------------------------- |
| 1       | جوردون ديفلين | 2                  | 420                       |
| 2       | ولتر          | 1                  | 210                       |
| 3       | ديفيد ستار †  | 1                  | 2079 +                    |

## بطولة اوفر ذا توب للفرق
بطولة اوفر ذا توب ريسلينج OTT للفرق تعتبر لقب في اتحاد اوفر ذا توب حيث يتم التنافس عليها بشكل أساسي من قِبل فرق المختلفة ولكن يتم الدفاع عنها بانتظام أيضًا بموجب قواعد الطائر الحر بواسطة فرق المكون من ثلاثة لاعبين (حيث يمكن لاي لاعبين من الفريق ان يدافعا عن اللقب). الأبطال الحاليون هم فريق ذا بريتش سترونج ستايل، الذين هم في فترتهم الاولي لحمل اللقب.

### فترة حمل اللقب
اعتبارا من يوليو 5, 2025.
| الترتيب. | اسم الابطال                                                  | تاريخ الفوز باللقب | العرض                                     | موقع                      | عدد مرات حمل البطولة | عدد أيام حمل البطولة | ملاحظات | المرجع. |
| -------- | ------------------------------------------------------------ | ------------------ | ----------------------------------------- | ------------------------- | -------------------- | -------------------- | --- | ------- |
| 1        | فريق ملوك الشمال (بونيساو وداميان كورفين)                    | 25 يوليو 2015      | OTT Respect My Authority                  | دبلن، إيرلندا             | 1                    | 308                  | فاز فريق ملوك الشمال (بونيساو وداميان كورفين) بمباراة القضاء على أربع طرق شملت أيضاً فريق الجيمناستيس (بي كول وجاستين شابي) وفريق ذا لادس فروم ذا فلاتس (مارتين وذا وركيَ) فريق ذا واردس (بادي وارد وروكي ماك) ليصبحوا بطلا الافتتاحيين | [ 10 ]  |
| 2        | فريق الجيمناستيس (بي كول وجاستين شابي)                       | 28 مايو 2016       | OTT Even Better Than Better Than Our Past | دبلن، إيرلندا             | 1                    | 203                  | | [ 11 ]  |
| 3        | فريق ملوك الشمال (بونيساو وداميان كورفين)                    | 17 ديسمبر 2016     | OTT The Dream Before Christmas            | دبلن، إيرلندا             | 2                    | 414                  | تم الدفاع عن اللقب علي قاعدة الطائر الحر | [ 12 ]  |
| 4        | فريق الرباتشر (تشارلي سترلينج، شا سامويلز ‏ وزاك جيبسون)      | 3 فبراير 2018      | OTT Homecoming - Dublin                   | دبلن، إيرلندا             | 1                    | 120                  | تم الدفاع عن اللقب علي قاعدة الطائر الحر | [ 13 ]  |
| 5        | فريق ملوك الشمال (بونيساو وداميان كورفين)                    | 3 يونيو 2018       | OTT Live In Belfast                       | بلفاست ، ايرلندا الشمالية | 3                    | 286                  | تم الدفاع عن اللقب علي قاعدة الطائر الحر | [ 14 ]  |
| 6        | فريق ذا بريتش سترونج ستايل ‏ (بيت دن، ترينت سيفن ‏ وتايلر بات) | 16 مارس 2019       | OTT Scrappermania 5                       | دبلن، إيرلندا             | 1                    | 2303 +               | فازو في مباراة ست رجال فرق تم الدفاع عن اللقب علي قاعدة الطائر الحر | [ 8 ]   |

### ترتيب الابطال
اعتبارا من يوليو 5, 2025.
| † | يشير إلى بطل الحالي |

1- بالمصارع
| الترتيب | اسم البطل         | عدد مرات حمل اللقب | عدد الايام مجتمعة |
| ------- | ----------------- | ------------------ | ----------------- |
| 1       | بونيساو           | 3                  | 1,008             |
| 1       | داميان كورفين     | 3                  | 1,008             |
| 3       | دونكان ديسورديرلي | 2                  | 700               |
| 4       | بي كول            | 1                  | 203               |
| 4       | جاستن شابي        | 1                  | 203               |
| 6       | تشارلي ستيرلينج   | 1                  | 120               |
| 6       | شا سمويلس         | 1                  | 120               |
| 6       | زاك جابسون        | 1                  | 120               |
| 9       | بيت دان †         | 1                  | 2303 +            |
| 9       | ترينت سيفن †      | 1                  | 2303 +            |
| 9       | تايلر بيت †       | 1                  | 2303 +            |

2- بالفريق
| ترتيب الابطال | اسم الفريق                                                   | عدد المرات | عدد ايام حمل اللقب مجتمعة |
| ------------- | ------------------------------------------------------------ | ---------- | ------------------------- |
| 1             | فريق ملوك الشمال (بونيساو وداميان كورفين)                    | 3          | 1,008                     |
| 2             | فريق الجيمناستيس (بي كول وجاستين شابي)                       | 1          | 203                       |
| 3             | فريق الرباتشر (تشارلي سترلينج، شا سامويلز ‏ وزاك جيبسون)      | 1          | 120                       |
| 4             | فريق ذا بريتش سترونج ستايلز (بيت دان، تيلر بيت وترينت سيفن)† | 1          | 2303 +                    |

## بطولة اوفر ذا توب للسيدات
بطولة اوفر ذا توب ريسلينغ OTT للسيدات هي لقب في اتحاد اوفر ذا توب وتنافس عليه المواهب الأنثوية. البطلة الحالية هي فالكيري، التي في حملها الأولي للقب.
| الترتيب. | اسم البطلة | تاريخ الفوز     | العرض                                    | موقع                      | عدد مرات حمل البطولة | عدد أيام حمل البطولة | ملاحظات                                            | المرجع. |
| -------- | ---------- | --------------- | ---------------------------------------- | ------------------------- | -------------------- | -------------------- | -------------------------------------------------- | ------- |
| 1        | مارتينا    | 29 أكتوبر 2016  | OTT Wrestlecon -Day 2                    | دبلن، إيرلندا             | 1                    | 50                   | فازت في نهائي البطولة لتصبح البطلة الافتتاحية      | [ 15 ]  |
| 2        | كاتي هارفي | 18 ديسمبر 2016  | OTT Invasion Christmas Invasion: Belfast | بلفاست ، ايرلندا الشمالية | 1                    | 230                  | كانت هذه مباراة ثلاثية في التصفيات شملت كاي لي راي | [ 15 ]  |
| 3        | مارتينا    | 8 أغسطس 2017    | OTT WrestleRama                          | دبلن، إيرلندا             | 2                    | 236                  |                                                    | [ 15 ]  |
| 4        | سامي جاي   | 1 أبريل 2018    | OTT Defiant                              | دبلن، إيرلندا             | 1                    | 196                  | كانت هذه مباراة رباعية تضم كاتي هارفي ورافين كريد  | [ 15 ]  |
| 5        | ريفين كريد | 14 أكتوبر 2018  | OTT Defiant 2                            | دبلن، إيرلندا             | 1                    | 224                  |                                                    |         |
| 6        | فالكيري    | 26 مايو 2019    | OTT Live In Belfast: Banjaxed            | بلفاست ، ايرلندا الشمالية | 1                    | 153                  |                                                    |         |
| 7        | كاتي هارفي | أكتوبر 26, 2019 | OTT Fifth Year Anniversary               | دبلن، إيرلندا             | 2                    | 2079+                | [ 9 ]                                              |         |

اعتبارًا من يوليو 5, 2025.
| † | يشير الي البطلة الحالية |

| الترتيب | اسم البطلة   | عدد مرات حمل اللقب | عدد ايام حمل اللقب |
| ------- | ------------ | ------------------ | ------------------ |
| 1       | مارتينا      | 2                  | 289                |
| 2       | كاتي هارفي † | 2                  | 2309 +             |
| 3       | ريفين كريد   | 1                  | 224                |
| 4       | ساميَ جين     | 1                  | 196                |
| 5       | فالكيري      | 1                  | 2232               |

## بطولة اوفر ذا توب بين الجنسين المحايدة
بطولة اوفر ذا توب بين الجنسين المحايدة هي لقب في Over The Top Wrestling وهي مفتوحة لكل من الموهوبين من الذكور والإناث. البطل الحالي هو مارك هاسكينز، الذي هو في فترة حمله الثانية للقب.

### فترة حمل اللقب
اعتبارا من يوليو 5, 2025.
| الترتيب | اسم البطل /البطلة | تاريخ الفوز    | العرض                                           | الموقع        | عدد مرات حمل اللقب | عدد أيام حمل اللقب | ملاحظات | المرجع. |
| ------- | ----------------- | -------------- | ----------------------------------------------- | ------------- | ------------------ | ------------------ | --- | ------- |
| 1       | مارتينا           | 9 يسمبر 2017   | OTT Being The Elite                             | دبلن، إيرلندا | 1                  | 99                 | تعاونت مارتينا مع كاي لي راي وهزمتا فريق ذا انجل كروزيرس (انجل كروزر وبي كول) في مباراة فرق بدون قوانين مطلقاً قامت مارتينا بتثبت كروز للفوز باللقب، لتصبح البطلة الافتتاحية. | [ 16 ]  |
| 2       | ال جي كليري       | 18 مارس 2018   | OTT Contenders 7: Outer Space Odyssey SuperShow | دبلن، إيرلندا | 1                  | 237                | | [ 17 ]  |
| 3       | مارك هاسكينز      | 10 نوفمبر 2018 | OTT Redemption                                  | دبلن، إيرلندا | 1                  | 162                | كانت هذه مباراة رباعية ، شارك فيها كريس ريدجواي وسكوتي ديفيس | [ 18 ]  |
| 4       | تيري تاتشر        | 21 أبريل 2019  | OTT Contenders 14                               | دبلن، إيرلندا | 1                  | <1                 | | [ 19 ]  |
| 5       | مارك هاسكينز      | 21 أبريل 2019  | OTT Contenders 14                               | دبلن، إيرلندا | 2                  | 2267 +             | قام هاسكينز بتبديل عقده "حقيبة ذهبية" على تيري تاتشر مباشرة بعد مباراته مباشرة.                                                                                              | [ 19 ]  |

اعتبارا من يوليو 5, 2025.
| † | يشير الي البطل الحالي/ البطلة الحالية |

| الترتيب | اسم البطل /البطلة | عدد مرات حمل اللقب | عدد الايام حمل اللقب مجتمعة |
| ------- | ----------------- | ------------------ | --------------------------- |
| 1       | ال جي كلياري      | 1                  | 237                         |
| 2       | مارك هاسكينز †    | 2                  | 223+                        |
| 3       | مارتينا           | 1                  | 99                          |
| 4       | تيري تاتشير       | 1                  | <1                          |

## بطولة اوفر ذا توب بلا حدود
بطولة اوفر ذا توب نو لميتس، التي كانت تُعرف سابقًا باسم NLW للوزن الثقيل أو بطولة AWR نو لميتس، هي لقب في اتحاد اوفر ذا توب ريسلينغ OTT وتم التنافس عليها في مختلف الاتحادات في أيرلندا. ضمن OTT ، تم استخدامه في البداية كلقب أعلى فئة في الشركة، حتى تقديم بطولة اوفر ذا توب وهي الآن بمثابة بطولة على طراز أحدث وأعلى وتعد ثاني أهم لقب بعد بطولة اوفر ذا توب، ويتم التنافس عليها بانتظام في برامج المتنافسين OTT Contenders. البطل الحالي هو كورتيس موراي، الذي كان في فترة حمله الأولي للقب.
| بطولة NWL للوزن الثقيل | (منذ 4 مارس 2007 حتي 31 اغسطس 2009) (ومنذ فبراير 2011 حتي 17 أكتوبر 2015) |
| بطولة ARW نو لمتيس     | (منذ 31 اغسطس 2009 حتي فبراير 2011)                                       |
| بطولة OTT نو لمتيس     | (منذ 17 أكتوبر 2015 حتي الآن)                                             |
| ---------------------- | ------------------------------------------------------------------------- |

### فترة حمل اللقب
اعتبارا منذ 9 يونيو 2019
| الترتيب | اسم البطل         | تاريخ الفوز     | العرض                                                    | الموقع                    | عدد مرات حمل اللقب | عدد ايام حمل اللقب | ملاحظات | المراجع       |
| ------- | ----------------- | --------------- | -------------------------------------------------------- | ------------------------- | ------------------ | ------------------ | --- | ------------- |
| 1       | دونكان ديسورديرلي | 4 مارس 2007     | NLW Crowning Of A Champion                               | دبلن , ايرلندا            | 1                  | 322                | ديسورديرلي هزم انتوني ايدول وجورجي ماك وجوي كابراي في مباراة قاتلة رباعية ليصبح البطل الأول                                                              | [ 20 ]        |
| 2       | سيان برينَان       | 20 يناير 2008   | NLW                                                      | ناس، ايرلندا              | 1                  | 56                 | فاز باللقب في مباراة تهديد ثلاثي شارك فيها ايضاً انتوني ايدول                                                                                             | [ 21 ]        |
| 3       | هيدينريتش         | 16 مارس 2008    | AWR Rampage Tour 2008                                    | كاسيلبار، ايرلندا         | 1                  | 27                 | فاز باللقب في مباراة تهديد ثلاثي شارك فيها ايضاً شاكا | [ 22 ]        |
| 4       | سيان برينَان       | 12 ابريل 2008   | NLW 2nd Anniversary Show                                 | ناس، ايرلندا              | 2                  | 340                | | [ 23 ]        |
| 5       | روب فان دام       | 18مارس 2009     | AWR European Tour 2009 - Day 1                           | باريس , فرنسا             | 1                  | 6                  | فاز باللقب في نزال تهديد ثلاتي شارك ايضاً فيه سابو | [ 24 ]        |
| 6       | رينيه دوبريه      | 24 مارس 2009    | AWR European Tour 2009 - Day 5                           | بوردو , فرنسا             | 1                  | 2                  | | [ 25 ]        |
| —       | شاغر              | 26 مارس 2009    | —                                                        | —                         | —                  | —                  | اصبح اللقب شاغر بسبب فوز دوبريه بلقب AWR للوزن الثقيل |               |
| 7       | دونكان ديسورديرلي | August 31, 2009 | AWR Summer Bash Tour 2009 - Day 6                        | بلفاست , ايرلندا          | 2                  | 88                 | تم تغيير اسم اللقب من NLW للوزن الثقيل الي AWR نو ليمتس و فاز دونكان ديسورديرلي في مباراة تهديد ثلاثي ضد شون ماكسير وذا سوسايد ماشين للفوز باللقب الشاغر | [ 26 ]        |
| 8       | مايكل نايت        | 27 نوفمبر 2009  | AWR European Invasion 2009 - Day 7                       | ريغنسبورغ، ألمانيا        | 1                  | 2                  | فاز باللقب في مباراة تهديد ثلاثي شارك فيها ايضاً شون ماكسير                                                                                               | [ 27 ]        |
| 9       | باك               | 29 نوفمبر 2009  | AWR European Invasion 2009 - Day 9                       | أوبرهاوزن، ألمانيا        | 1                  | 9                  | فاز باللقب في مباراة تهديد ثلاثي شارك فيها ايل جينريكو                                                                                                   | [ 28 ]        |
| 10      | دونكان ديسورديرلي | 8 ديسمبر 2009   | AWR European Invasion 2009 - Day 12                      | تولوز , فرنسا             | 3                  | 337                | فاز دونكان ديسورديرلي باللقب في مباراة تهديد ثلاثي شارك فيها ايضاً ايل جينريكو                                                                            | [ 29 ]        |
| 11      | ديفاري            | 10 نوفمبر 2010  | AWR Twisted Steel Tour - Day 1                           | بوردو , فرنسا             | 1                  | 11                 | | [ 30 ]        |
| 12      | شون ماكسير        | 21 نوفمبر 2010  | AWR Twisted Steel Tour - Day 7                           | روان , فرنسا              | 3                  | 63                 | شون ماكسير كان يعرف سابقاً باسم سيان برينَان | [ 31 ]        |
| 13      | بول تريسي         | 23 يناير 2011   | NLW New Year′s Bash                                      | ناس، جزيرة أيرلندا        | 1                  | 245                | اثناء فترة حمله للقب تم تغير اسم اللقب من AWR نو لميتس الي لقب NLW للوزن الثقيل في دفاعه الأول ضد فيلي ذا كيد                                            | [ 32 ] [ 33 ] |
| 14      | دونكان ديسورديرلي | 25 سبتمبر 2011  | NLW 5th Anniversary Show                                 | ناس، جزيرة أيرلندا        | 4                  | 119                | | [ 34 ]        |
| 15      | بادي مورو         | 22 يناير 2012   | NLW New Year′s Bash                                      | ناس، جزيرة أيرلندا        | 1                  | 369                | | [ 35 ]        |
| 16      | بول تريسي         | 25 يناير 2013   | FFPW                                                     | باري, ايرلندا             | 2                  | 2                  | | [ 36 ]        |
| 17      | داني بوتلير       | 27 يناير 2013   | NLW New Year′s Bash                                      | ناس، جزيرة أيرلندا        | 1                  | 534                | | [ 37 ]        |
| 18      | لوثر وارد         | 15 يوليو 2014   | غير معروف                                                | غير معروف                 | 1                  | 221                | |               |
| 19      | بول تريسي         | 21 فبراير 2015  | OTT Humperdink And The Monster Factory                   | دبلن، جزيرة أيرلندا       | 3                  | 190                | | [ 38 ]        |
| 20      | بيت دان           | 30 اغسطس 2015   | OTT Too Cool                                             | دبلن، جزيرة أيرلندا       | 1                  | 209                | خلال فترة حمل بيت دان للقب تم تغير اسم اللقب من لقب NLW للوزن الثقيل الي اسمه الحالي                                                                     | [ 39 ]        |
| 21      | لوثر وارد         | 26 مارس 2016    | OTT Scrappermania 2 - The Rising                         | دبلن، جزيرة أيرلندا       | 2                  | 168                | | [ 40 ]        |
| 22      | بيت دان           | 10سبتمبر 2016   | OTT Wrestling Is Art                                     | دبلن، جزيرة أيرلندا       | 2                  | 147                | | [ 41 ]        |
| 23      | راين سمايلي       | 4 فبراير 2017   | OTT Martina's Gaff Party 2: Back In The Dr. Dre - Dublin | دبلن، جزيرة أيرلندا       | 1                  | 182                | | [ 42 ]        |
| 24      | مارك هانكس        | 5 اغسطس 2017    | OTT WrestleRama - Dublin                                 | دبلن، جزيرة أيرلندا       | 1                  | 126                | فاز باللقب في مباراة تهديد ثلاثي شملت ايضاً المصارع مارتي سكورل                                                                                           | [ 43 ]        |
| 25      | جورج ديفلين       | 9 ديسمبر 2017   | OTT Being The Elite                                      | دبلن، جزيرة أيرلندا       | 1                  | 56                 | | [ 16 ]        |
| —       | شاغر              | 3 فبراير 2018   | OTT Homecoming                                           | دبلن، جزيرة أيرلندا       | —                  | —                  | ديفلين تخلي عن لقبه بعد ان فاز بلقب اوفر ذا توب |               |
| 26      | تيري تاتشير       | 13مايو 2018     | OTT Contenders 9                                         | دبلن، جزيرة أيرلندا       | 1                  | 154                | هزم سكوتي دافيس في نهائي البطولة للفوز باللقب الشاغر | [ 44 ]        |
| 27      | كورتيس موراي      | 14 أكتوبر 2018  | OTT Defiant 2                                            | دبلن، جزيرة أيرلندا       | 1                  | 350                | | [ 45 ]        |
| 28      | سكوتي ديفاز       | 29 سبتمبر 2019  | OTT Martina's Gaff Party 4                               | بلفاست , أيرلندا الشمالية | 1                  | 2106 +             | كانت هذه مباراة تهديد ثلاثي أقصائية شملت إيضاً كالوم بلاك                                                                                                 | [ 46 ]        |

اعتبارًا من 9 يونيو 2019
| † | يشير إلى البطل الحالي |

| الترتيب | اسم البطل               | عدد مرات حمل اللقب | عدد ايام حمل اللقب مجتمعة |
| ------- | ----------------------- | ------------------ | ------------------------- |
| 1       | دونكان ديسورديرلي       | 4                  | 866                       |
| 2       | داني بوتلير             | 1                  | 534                       |
| 3       | شون ماكسير \سيان برينَان | 3                  | 459                       |
| 4       | بول تريسي               | 3                  | 437                       |
| 5       | لوثر وارد               | 2                  | 389                       |
| 6       | بادي مورو               | 1                  | 369                       |
| 7       | بيت دان                 | 2                  | 256                       |
| 8       | كورتيس موراي            | 1                  | 350                       |
| 9       | راين سمايل              | 1                  | 182                       |
| 10      | تيري تاتشير             | 1                  | 154                       |
| 11      | مارك هاسكينس            | 1                  | 126                       |
| 12      | جوردون ديفلين           | 1                  | 56                        |
| 13      | سكوتي ديفاز             | 1                  | 2106 +                    |
| 14      | جون هيدينيريتش          | 1                  | 27                        |
| 15      | ديفاري                  | 1                  | 11                        |
| 16      | باك                     | 1                  | 9                         |
| 17      | روب فان دام             | 1                  | 6                         |
| 18      | رينيه دوبريه            | 1                  | 2                         |
| 19      | مايكل نايت              | 1                  | 2                         |

## قائمة
مصارعو اوف ذا توب OTT هم مصارعين مستقلين، مما يعني أنهم قد يظهرون أيضًا في عروض متعددة في جميع أنحاء العالم، بالإضافة إلى عروض OTT.

### القائمة الرئيسية المواهب الذكور
| اسم الحلبة        | الملاحظات                                           |
| ----------------- | --------------------------------------------------- |
| ايدان             | عضو فريق نادي تروبيكانا                             |
| انجل كروز         | عضو فريق إنجيل كروزيرس                              |
| بي كول            | عضو فريق إنجيل كروزيرس                              |
| بونيسوه           | عضو فريق ملوك الشمال                                |
| كابتن سكس سي      | عضو فريق تروبيكانا                                  |
| تشارلي ستيرلينج   | عضو فريق ذا رابتشر                                  |
| دارين كيارني      | عضو فريق مور ذان هيبي                               |
| دامين كورفين      | عضو فريق ملوك الشمال                                |
| ديفيد ستار        | بطل اوفر ذا توب                                     |
| دونكان ديسورديرلي | عضو فريق ملوك الشمال                                |
| فابيلوس نيكي      |                                                     |
| جوردون ديفلين     |                                                     |
| جاستين شابي       | عضو فريق نيو جيم ناستييس                            |
| ال جي كلياري      | عضو فريق مور ذان هيبي                               |
| مارك هاسكينس      | بطل اوفر ذا توب المحايد بين الجنسين.                |
| ناثان مارتن       | عضو فريق مور ذان هيبي                               |
| بادي ام           | عضو فريق ذا لادس فروم ذا فلاتس                      |
| بول تريسي         |                                                     |
| بيت دان           | عضو فريق بريتش سترونج ستايل و بطل اوفر ذا توب للفرق |
| سامي دي           | عضو فريق نيو جيم ناستييس                            |
| سكوتي دافيس       | بطل أوفر ذا توب نو ليمتس                            |
| سيان جوينَيس       |                                                     |
| شا ساموميلس       | عضو فريق ذا رابتشر                                  |
| تيري تاتشير       |                                                     |
| ترنيت سيفن        | عضو فريق بريتش سترونج ستايل و بطل اوفر ذا توب للفرق |
| تايلر بيت         | عضو فريق بريتش سترونج ستايل و بطل اوفر ذا توب للفرق |
| وركي              | عضو فريق ذا لادس فروم ذا فلاتس                      |
| زاك جيبسون        | عضو فريق ذا رابتشر                                  |

### القائمة الرئيسية المواهب الإناث
| اسم الحلبة        | ملاحظات                  |
| ----------------- | ------------------------ |
| ديبَي كيتيل        |                          |
| كاتي هارفي        | بطلة اوفر ذا توب للسيدات |
| ريفيين كريد       |                          |
| ساميَ جاي          |                          |
| سيسون موث مارتينا |                          |
| فالكيري           |                          |

### قائمة المصارعين ذو ظهور خاص / الخريجين
- كانديس لا ري
- تشاك تايلور (مصارع محترف)
- سيما
- كودي
- كوليت كابانا
- دالتون كاسيل
- دان باري
- ديف ماستيف
- دوغ وليامز  [لغات أخرى]‏
- درو جالاوي
- إدي كينغستون
- ايفل
- راي فينيكس
- برينس ديفت
- فليب غوردون
- جرادو
- هيروكي جوتو
- جيمي هافوك
- جيف كوفي
- العاهة جوي راين
- جيف كوب
- جوس روبينسون
- جوشن ثوندر ليغر
- كيث لي
- كيني أوميغا
- كريس ولف
- كوشيدا
- لوكي
- مات ريدال
- مارتي سوكرل
- مات سيدال
- ميكو ساتومورا
- ميك فولي
- مينورو سوزوكي
- موس
- نوكسون نويل
- ريكوشيه
- روكي روميرو
- سامي كالهان
- ساتوشي كوجيما
- ساندا
- شين ستراكليند
- ذا سبيد بول مايك بينلي
- تيتسويا نايتو
- تيموثي تاتشير
- توموهيرو ايشي
- تومي دريمر
- توني ستورم
- ترافيس بانكس
- فيدا سكوت
- فريق اليونغ باكس
- ويل اوسبراي
- زاك سابير جونيور

### عمال اخرين يظهرون في العروض وخلف الكواليس
| اسم الخاتم            | ملاحظات                                |
| --------------------- | -------------------------------------- |
| اونغوس ماك انالي      | معلق ومقدم اللقاءات خلف الكواليس       |
| دون مارينيل           | معلق                                   |
| توني كيلي             | المعلق، مدير فريق روف ستاف             |
| جيمي هامبيردينك       | المعلق، مالك الاتحاد                   |
| خوسيه ايدول           | مدير فريق نادي تروبيكانا               |
| دانيال " بوتش " جانَون | مذيع الحلبة                            |
| نيل "فووكسي " فوكس    | الحكم                                  |
| بيتر                  | عضو فريق بريك ومدير المصارع جوستي شابي |
| ريك                   | عضو فريق بريك ومدير المصارع جوستي شابي |

### قائمة المتنافسين Contenders
مصارعين يشاركون في عروض المتنافسين OTT Contenders وبعد فترة ينضمون للعروض الرئيسية الخاصة بالاتحاد
| اسم الحلبة     | ملاحظات                |
| -------------- | ---------------------- |
| ايمي الَونسي    |                        |
| كالوم بلاك     |                        |
| كونور اندريوز  |                        |
| اس تي فليكسور  | عضو فريق روف ستاف      |
| كورتيس موراي   | عضو فريق كابل اوف هيلز |
| دوم تاك        |                        |
| ايدي ستون      | عضو فريق المونجرولز    |
| جافين فيتز     | عضو فريق المونجرولز    |
| غونثير ايساك   |                        |
| مايكل ماي      |                        |
| بول سكارف      | عضو فريق روف ستاف      |
| روسيل ديمبستير | عضو فريق المونجرولز    |
| ستيفين كارفيل  | عضو فريق كابل اوف هيلز |